# Японски морски ангел
Японският морски ангел (Squatina japonica) е вид акула от семейство Морски ангели (Squatinidae), който обитава северозападната част на Тихия океан далеч от Китай, Япония и Корея. Среща се на дълбочина до 300 m. На дължина достига до 1,5 m и повече. Храни се с риби, главоноги и ракообразни. Видът е уязвим и сериозно застрашен от изчезване.